# 貪食歧鬚鮠
貪食歧鬚鮠，為輻鰭魚綱鯰形目倒立鯰科的其中一種，為熱帶淡水魚，分布於非洲坦尚尼亞Uebi Shebeli及索馬利亞的Ruwa河流域，體長可達25公分，棲息在底中層水域，生活習性不明。
其种加词“punctulatus”意为“有斑点的”。